# Copa Libertadores 2021
De Copa Libertadores de América 2021 was de 62ste editie van de  Copa Libertadores, een jaarlijks voetbaltoernooi voor clubs uit Latijns-Amerika, georganiseerd door de CONMEBOL. Sinds 2014 is de officiële naam van het toernooi de  Copa Bridgestone Libertadores. Het toernooi  vond plaats van 23 februari 2021 tot en met 27 november 2021.

## Programma
De kalender is als volgt.
| Fase          | Loting          | 1e wedstrijd | 2e wedstrijd |
| ------------- | --------------- | --- | --- |
| 1e voorronde  | 5 februari 2021 | 23–24 februari 2021 (eigenlijk 16–18 februari 2021) | 2–3 maart 2021 (eigenlijk 23–25 februari 2021) |
| 2e voorronde  | 5 februari 2021 | 9–11 maart 2021 (eigenlijk 2–4 maart 2021) | 16–18 maart 2021 (eigenlijk 9–11 maart 2021) |
| 3e voorronde  | 5 februari 2021 | 6–8 april 2021 (eigenlijk 16–18 maart 2021) | 13–15 april 2021 (eigenlijk 6–8 april 2021) |
| Groepsfase    | 16 april 2021   | - Speeldag 1: 20–22 april 2021 - Speeldag 2: 27–29 april 2021 - Speeldag 3: 4–6 mei 2021 - Speeldag 4: 11–13 mei 2021 - Speeldag 5: 18–20 mei 2021 - Speeldag 6: 25–27 mei 2021 | - Speeldag 1: 20–22 april 2021 - Speeldag 2: 27–29 april 2021 - Speeldag 3: 4–6 mei 2021 - Speeldag 4: 11–13 mei 2021 - Speeldag 5: 18–20 mei 2021 - Speeldag 6: 25–27 mei 2021 |
| Laatste 16    | 2 juni 2021     | 13-15 juli 2021 | 20-22 juli 2021 |
| Kwartfinales  | 2 juni 2021     | 10–12 augustus 2020 | 17–29 augustus 2020 |
| Halve finales | 2 juni 2021     | 21-23 september 2021 | 28-30 september 2021 |
| Finale        | 2 juni 2021     | 27 november 2021 | 27 november 2021 |

## Teams
De volgende 47 teams uit de 10 aangesloten landen van de CONMEBOL namen deel aan het toernooi :
- Winnaar van de Copa Libertadores 2020
- Winnaar van de Copa Sudamericana 2020
- Brazilië : 7 deelnemers
- Argentinië: 6 deelnemers
- Alle andere aangesloten bonden: 4 deelnemers elk

De fase van instroming is als volgt:
- Groepsfase: 28 teams
  - Winnaar Copa Libertadores
  - Winnaar Copa Sudamericana
  - De Nummers 1 t/m 5 uit  Argentinië en Brazilië
  - De Nummers 1 t/m 2 uit  alle andere aangesloten bonden
- 2e voorronde: 13 teams
  - De Nummers 6 en 7 uit Brazilië
  - De Nummer 6 van  uit Argentinië
  - De Nummers  3 en 4 uit  Chili en Colombia
  - De nummers 3 uit alle andere aangesloten bonden
- 1e voorronde: 6 teams
  - De nummers 4 uit Bolivia, Ecuador, Paraguay, Peru, Uruguay en Venezuela

## Kwalificatie
De loting voor de kwalificaties vond plaats op 5 februari 2021 om 12:00 UTC-3 in het bondskantoor van de CONMEBOL te  Luque, Paraguay.

### 1e voorronde
| Team 1                       | Tot. | Team 2               | 1e wedstr. | 2e wedstr. |
| ---------------------------- | ---- | -------------------- | ---------- | ---------- |
| Liverpool FC                 | 2-4  | Universidad Católica | 2-1        | 0-3        |
| CD Universidad César Vallejo | 0-2  | Caracas              | 0-0        | 0-2        |
| Royal Pari                   | 2-5  | Guaraní              | 1-4        | 1-1        |

### 2e voorronde
| Team 1                              | Tot. | Team 2                  | 1e wedstr. | 2e wedstr. |
| ----------------------------------- | ---- | ----------------------- | ---------- | ---------- |
| CD Universidad Católica del Ecuador | 2-3  | Libertad                | 0-1        | 2-2        |
| Grêmio                              | 8-2  | Ayacucho                | 6-1        | 2-1        |
| Montevideo Wanderers FC             | 1-5  | Bolívar                 | 1-0        | 0-5        |
| Club Universidad de Chile           | 1-3  | San Lorenzo             | 1-1        | 0-2        |
| Santos                              | 3-2  | Deportivo Lara          | 2-1        | 1-1        |
| Caracas FC                          | 2-5  | Junior                  | 1-2        | 1-3        |
| Unión Española                      | 3-6  | Independiente del Valle | 1-0        | 2-6        |
| Guaraní                             | 0-5  | Atlético Nacional       | 0-2        | 0-3        |

### 3e voorronde
De 4  verliezers van deze ronde plaatsen zich voor de groepsfase van de  Copa Sudamericana 2021.
| Team 1                  | Tot. | Team 2            | 1e wedstr. | 2e wedstr. |
| ----------------------- | ---- | ----------------- | ---------- | ---------- |
| Libertad                | 2-4  | Atlético Nacional | 1-0        | 1-4        |
| Independiente del Valle | 4-2  | Grêmio            | 2-1        | 2-1        |
| Bolívar                 | 2-4  | Junior            | 2-1        | 0-3        |
| San Lorenzo             | 3-5  | Santos            | 1-3        | 2-2        |

## Groepsfase
De top 2 van elke groep plaatst zich voor de laatste 16 , terwijl de acht nummers 3 zich plaatsen voor de Copa Sudamericana 2021

## Hoofdtoernooi
In de knock-out fase speelden de teams twee keer tegen elkaar, zowel uit als thuis. De finale bestond uit één wedstrijd gespeeld op neutraal terrein.

### Laatste 16
| Team 1               | Tot.         | Team 2             | 1e wedstr. | 2e wedstr. |
| -------------------- | ------------ | ------------------ | ---------- | ---------- |
| Defensa y Justicia   | 1–5          | Flamengo           | 0-1        | 1-4        |
| Boca Juniors         | 0–0 (1-3 np) | Atlético Mineiro   | 0-0        | 0-0        |
| Universidad Católica | 0–2          | Palmeiras          | 0-1        | 0-1        |
| Cerro Porteño        | 0–3          | Fluminense         | 0-2        | 0-1        |
| Vélez Sarsfield      | 2–3          | Barcelona          | 1-0        | 1-3        |
| São Paulo            | 4–2          | Racing             | 1-1        | 3-1        |
| River Plate          | 3–1          | Argentinos Juniors | 1-1        | 2-0        |
| Olimpia              | 0–0 (5-4 np) | Internacional      | 0-0        | 0-0        |

### Kwartfinales
| Team 1      | Tot.    | Team 2           | 1e wedstr. | 2e wedstr. |
| ----------- | ------- | ---------------- | ---------- | ---------- |
| Olimpia     | 2-9     | Flamengo         | 1-4        | 1-5        |
| River Plate | 0-4     | Atlético Mineiro | 0-1        | 0-3        |
| São Paulo   | 1-4     | Palmeiras        | 1-1        | 0-3        |
| Fluminense  | 3-3 (u) | Barcelona        | 2-2        | 1-1        |

### Halve finales
| Team 1    | Tot.    | Team 2           | 1e wedstr. | 2e wedstr. |
| --------- | ------- | ---------------- | ---------- | ---------- |
| Flamengo  | 4-0     | Barcelona        | 2-0        | 2-0        |
| Palmeiras | 1-1 (U) | Atlético Mineiro | 0-0        | 1-1        |

### Finale
|                                |                                |          |                     |                                                                            |
| 27 november 2021 17:00 (UTC-3) | Palmeiras                      | 2-1 n.v. | Flamengo            | Estadio Centenario, Montevideo Scheidsrechter: Néstor Pitana ( Argentinië) |
| 27 november 2021 17:00 (UTC-3) | Raphael Veiga 5' Deyverson 95' |          | Gabriel Barbosa 72' | Estadio Centenario, Montevideo Scheidsrechter: Néstor Pitana ( Argentinië) |